# Mohrenstraße (stacja metra)
Mohrenstraße – stacja metra w Berlinie, w dzielnicy Mitte, w okręgu administracyjnym Mitte na linii U2.

## Historia
Stacja została otwarta 1 października 1908 pod nazwą Kaiserhof (od pobliskiego hotelu). W 1945 roku została zburzona ostatecznie Nowa Kancelaria Rzeszy zaprojektowana i wybudowana przez Alberta Speera.
W okresie podziału Berlina stacja była ostatnią na linii po wschodniej stronie – od 1950 roku nosiła nazwę Thälmannplatz. W 1986 dokonano drugiej zmiany nazwy - na Otto-Grotewohl-Straße. Po zjednoczeniu Niemiec i miasta w 1991 roku po raz trzeci zmieniono nazwę na obecną.

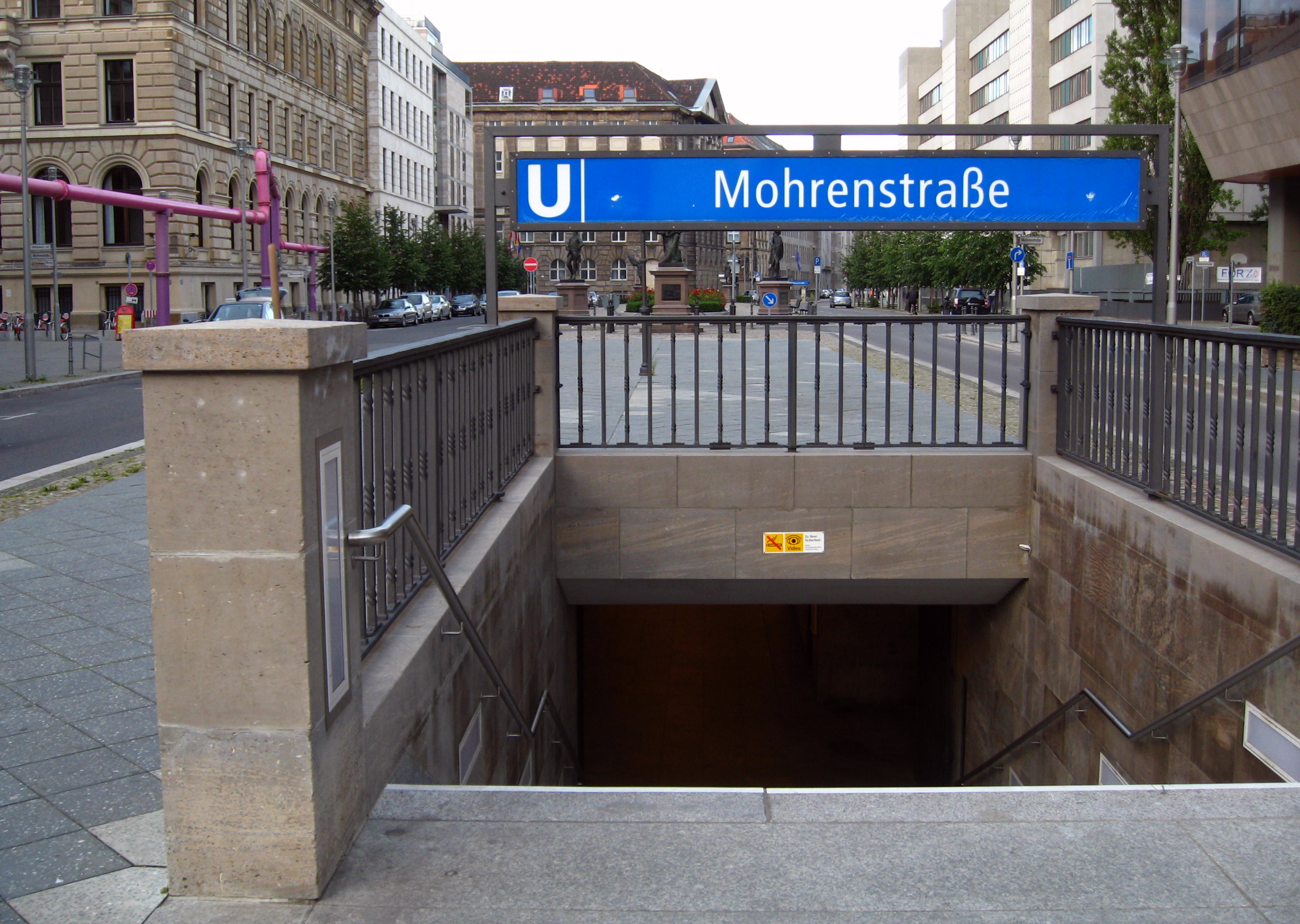
Zejście na peron metra